# 하지역
하지역(일본어: 土師駅)은 일본 돗토리현 야즈군 지즈정에 위치한 서일본 여객철도 인비 선의 철도역이다. 단선 승강장 1면 1선의 구조를 갖춘 지상역이다.

## 역 주변
- 국도 제53호선

## 역사
- 1932년 7월 1일 : 일본 철도성 인비 선 지즈 - 미마사카카와이 역 간 연장 때에 개업.
- 1987년 4월 1일 : 일본국유철도 분할 민영화에 의해, 서일본 여객철도가 승계.

## 인접 역
| 서일본 여객철도 인비 선 | 서일본 여객철도 인비 선 | 서일본 여객철도 인비 선 |
| ----------------------- | ----------------------- | ----------------------- |
| 지즈 돗토리 방면        | ■ 인비 선               | 나기 히가시쓰야마 방면  |